# Plaça d'Alliance
La plaça d'Alliance està situada a la ciutat de Nancy, a l'est de França, a la regió de la Lorena. Està declarada, juntament amb les places Stanislas i de la Carrière de la mateixa ciutat, Patrimoni de la Humanitat per la Unesco des de l'any 1983.

## Història
En convertir-se en duc de Lorena, el rei de Polònia-Lituània Estanislau I Leszczynski va modernitzar la seva capital, i va idear una forma d'unir el vell burg medieval amb la ciutat moderna de Carles III per un sistema de places urbanes, marcant la transició mitjançant un arc de triomf. Aquest conjunt, constituït per la plau Royale (actual plaça Stanislas) i la plaça de la Carrière, articulades per l'arc de triomf (Porta Héré), combina amb gràcia els edificis majestuosos i les famoses portes d'or de Jean Lamour. Dins d'aquest conjunt, la plaça d'Alliance representa una edificació més intimista.

## Galeria d'imatges

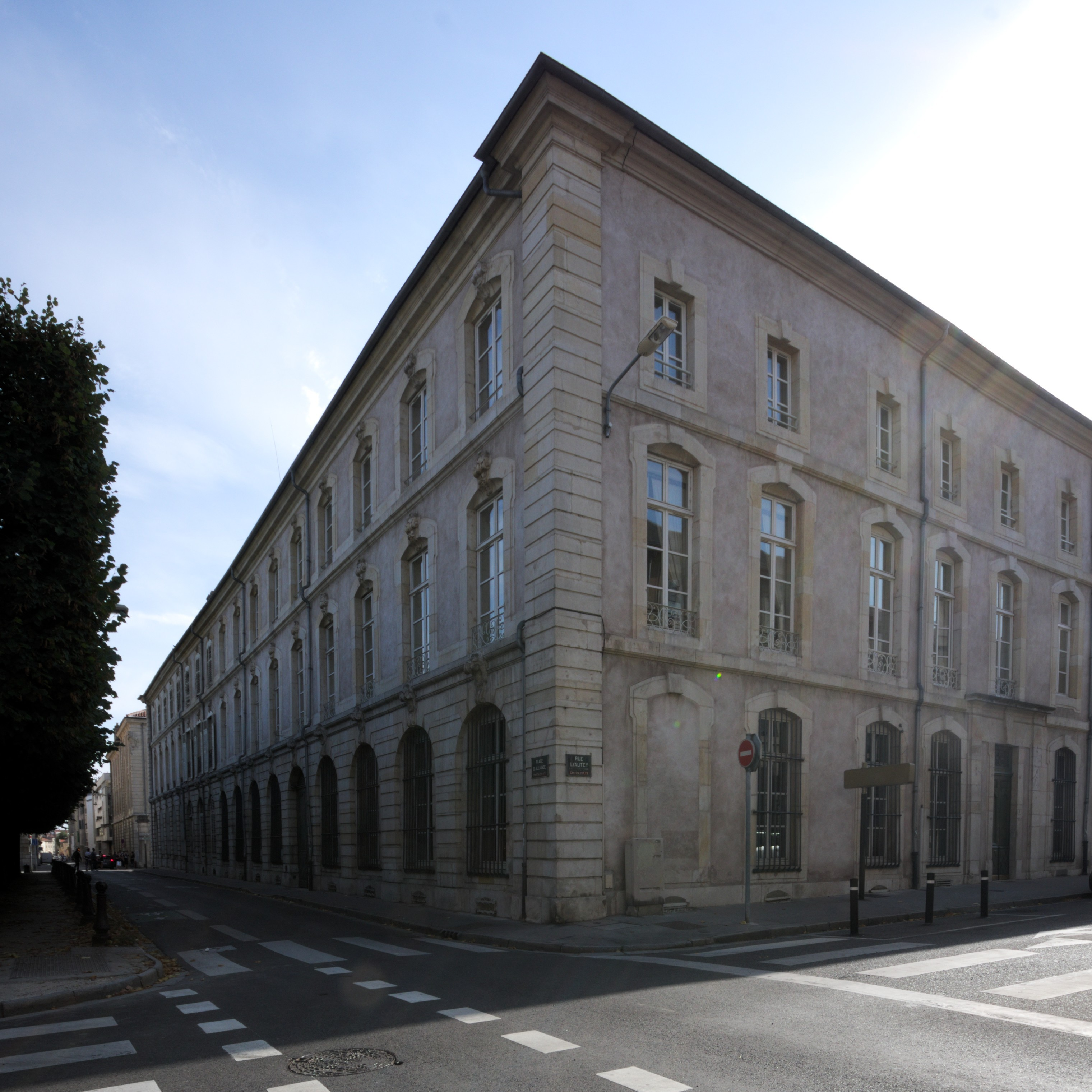
Immoble, 2 place d'Alliance.
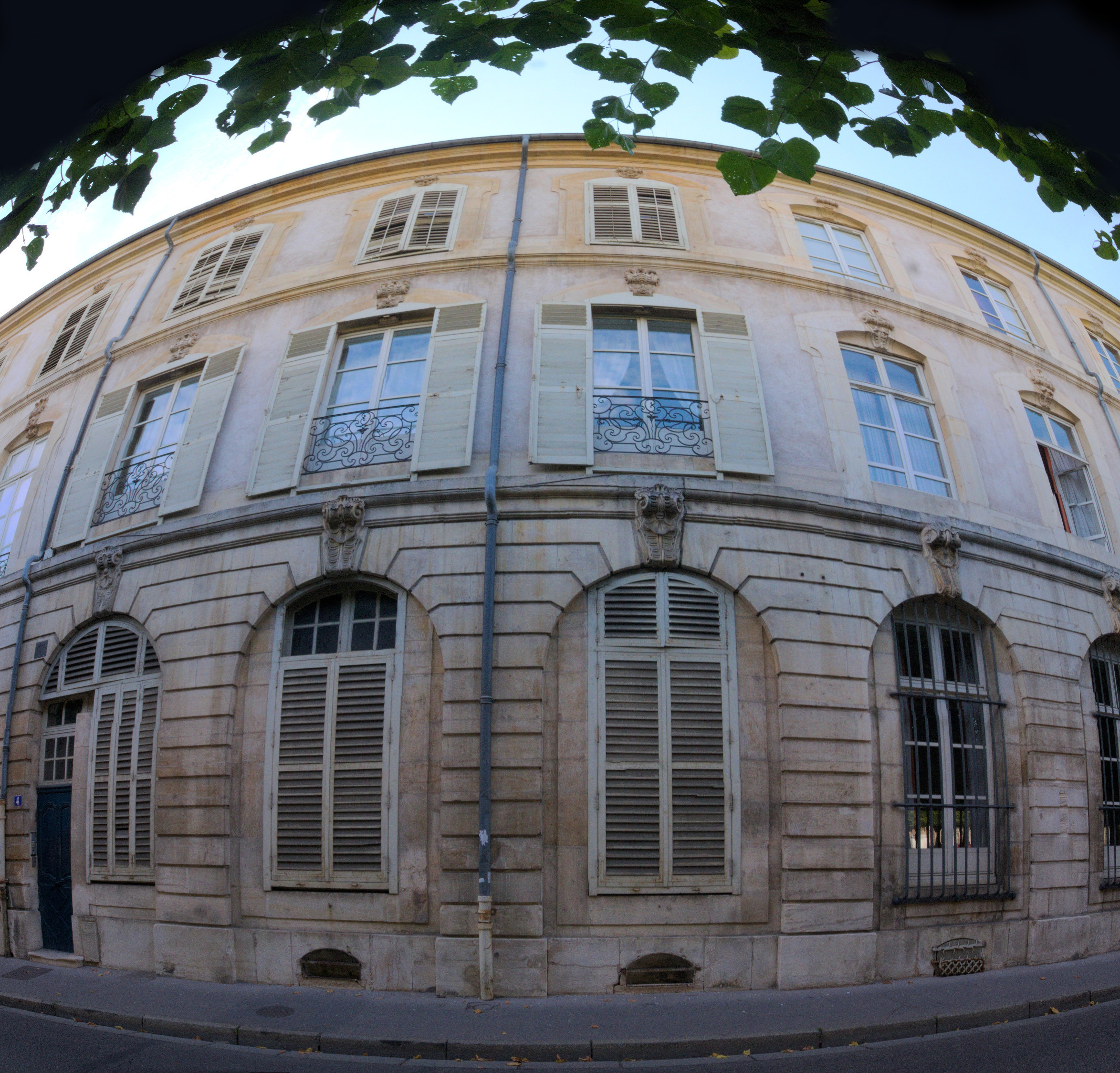
Immoble, 4 place d'Alliance.
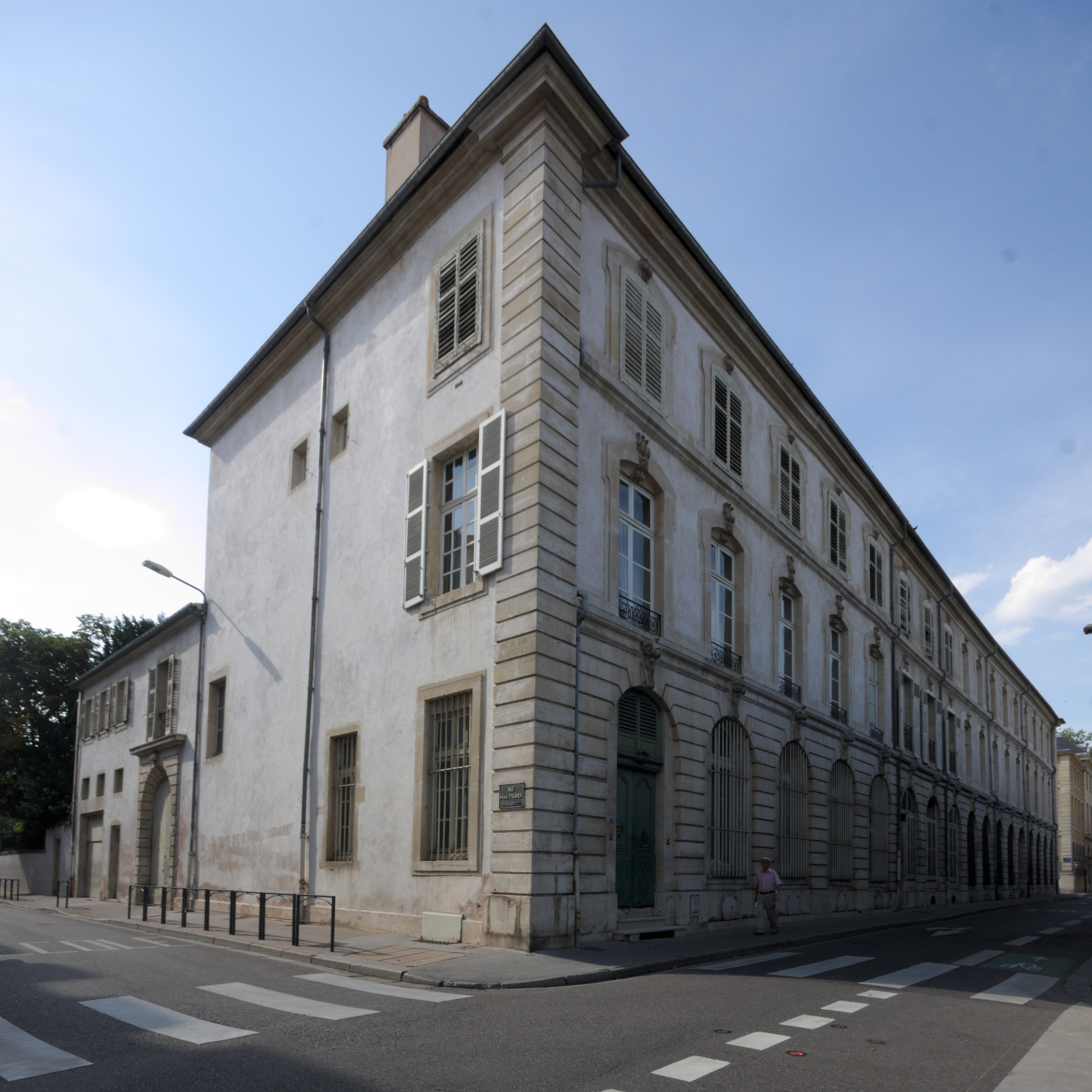
Immoble, 6 place d'Alliance.
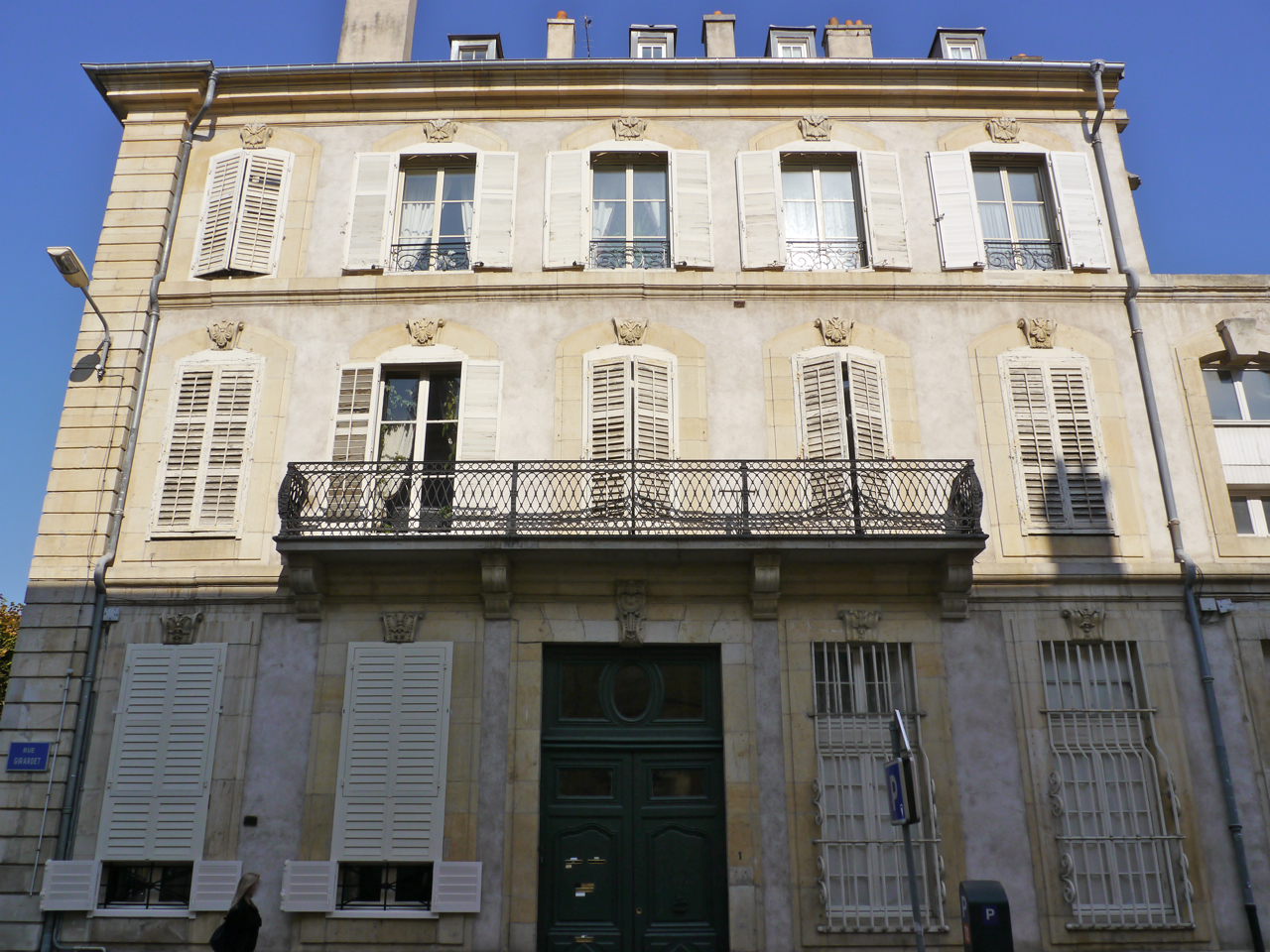
Hôtel d'Alsace.